# Neotanais triangulocephalus
Neotanais triangulocephalus is een naaldkreeftjessoort uit de familie van de Neotanaidae. De wetenschappelijke naam van de soort is voor het eerst geldig gepubliceerd in 1973 door Kudinova-Pasternak.